# Emilijan Cevc
Emilijan Cevc, slovenski umetnostni zgodovinar in akademik, * 5. september 1920, Kamnik, † 30. januar 2006, Ljubljana.

## Življenje in delo
Emilijan Cevc se je rodil v trgovski družini v Kamniku. Ljudsko šolo je obiskoval v rojstnem kraju, nato pa ga je pot zanesla v Novo mesto, kjer je končal nižjo gimnazijo. Višjo gimnazijo je obiskoval v Ljubljani. Po maturi 1940 se je vpisal na oddelek za umetnostno zgodovino na Filozofski fakulteti v Ljubljani, kjer je 1946 diplomiral in prav tam 1952 tudi doktoriral. V letih 1962−63 se je študijsko izpopolnjeval kot štipendist ustanove Alexandra von Humboldta v Münchnu. Od 1950 je delal na umetnostnozgodovinski sekciji Zgodovinskega inštituta SAZU (kasneje Umetnostnozgodovinski inštitut Franceta Steleta (ZRC) SAZU v Ljubljani), od 1968 kot znanstveni svetnik, 20 let ga je vodil kot upravnik (od ustanovitve samostojnega inštituta 1972 do 1992), nato pa kot predsednik znanstvenega sveta do smrti. Leta 1981 je postal dopisni, 1985 pa redni član SAZU. Nekaj let je predaval umetnostno zgodovino na ljubljanski Akademiji za glasbo; s predavanji je večkrat gostoval v različnih središčih tako doma kot tudi v tujini.
Cevc se je posebej posvečal srednjeveški umetnosti na Slovenskem, v prvi vrsti srednjeveškemu kiparstvu, raziskoval pa je tudi kiparstvo med gotiko in barokom. Vzporedno ga je pritegnilo slikarstvo 17. stoletja in pomen Valvasorjevega umetniškega kroga, poleg tega je spremljal sodobne umetnostne pojave in v samostojni publikaciji objavil obširen pregled celotne slovenske umetnosti. Sodeloval je pri pripravljanju različnih razstav v Ljubljani in drugod ter za kataloge pisal spremna besedila, posebej za slikarstvo 19. stoletja. Bil je med avtorji razstave Umetnost na jugoslovanskih tleh od prazgodovine do danes v Parizu in Sarajevu (1971). Besedila o več kot 350 razprav je objavil v številnih strokovnih revijah in zbornikih, največ v Zborniku za umetnostno zgodovino, Loških razgledih in Kamniškem zborniku; pisal pa je tudi o etnografskih in arheoloških vprašanjih ter raziskal likovni pomen Dizmove bratovščine (2000) in Akademije operozov (1994) 
V svojem delu je razvil Stelétovo umetnostnogeografsko metodo in zlasti v besedilih o srednjeveškem kiparstvu opredelil regionalne lastnosti umetnosti na naših tleh. Pri svojem delu je izhajal iz širšega, vsaj srednjeevropskega okvirja. Delal je tudi v Slovenskem umetnostnozgodovinskem društvu, kjer je bil odgovoren za izdajanje umetnostnozgodovinskih publikacij pri Slovenski matici v Ljubljani. Svoje raziskovalno delo je vselej povezoval s prizadevanji za ohranitev spomeniške dediščine. Med vidnimi uspehi te vrste je zbirka gotske plastike v ljubljanski Narodni galeriji. Zadnja leta pa se je posvetil snovanju muzeja cerkvene umetnosti v Stični.
V mladih letih se je uveljavil tudi kot pripovednik. Napisal je več črtic in povesti, med njimi so zbudile pozornost poetične črtice v knjigi Preproste stvari (COBISS)

## Priznanja
Leta 1982 je prejel Nagrado Sklada Borisa Kidriča za delo Kiparstvo na Slovenskem med gotiko in barokom.
Leta 1984 je na Dunaju prejel mednarodno Herderjevo nagrado, leta 1990 je postal častni občan Kamnika, leta 1997 je prejel Steletovo nagrado Slovenskega konservatorskega društva in leta 2001 nagrado Izidorja Cankarja, ki jo podeljuje Slovensko umetnostnozgodovinsko društvo, katerega častni član je bil, prav tako je postal zaslužni član Slovenske matice in častni član ZRC SAZU.

## Dela
- Srednjeveška plastika na Slovenskem od začetkov do zadnje četrtine 15. stoletja, 1963 (COBISS)
- Slovenska umetnost, 1966 (COBISS)
- Gotsko kiparstvo, 1967
- Poznogotska plastika na Slovenskem, 1970 (COBISS)
- Gotska plastika na Slovenskem, 1973
- Kiparstvo na Slovenskem med gotiko in barokom, 1981 (COBISS)
- Pesnitev in resnica, 2011 (urednik in pisec spremne besede Milček Komelj)

## O njem
- Emilijan Cevc: umetnostni zgodovinar in pisatelj, Slovenska matica, Ljubljana, 2021 (uredil Milček Komelj)